# Красноармейский ремонтно-механический завод
Красноармейский ремонтно-механический завод — промышленное предприятие в городе Красноармейск (в мае 2016 года переименован в Покровск) Донецкой области Украины.

## История
В соответствии с пятым пятилетним планом развития народного хозяйства СССР в 1951 году в городе Красноармейское был создан строительный трест «Красноармейскшахтострой», который приступил к строительству новых шахт в Красноармейском, Селидовском, Добропольском и Александровском районах области.
В 1957 году на базе ремонтных мастерских треста был создан Красноармейский ремонтно-механический завод, основным направлением деятельности которого являлось изготовление металлоконструкций для угольных шахт, а также запасных частей к горношахтному оборудованию.
- кроме того, рабочие завода участвовали в строительстве крупного оросительного водоёма на территории местного колхоза «Перемога»[1].

В 1966 году завод освоил производство подъёмных кранов «ККК-16» грузоподъемностью 16 тонн.
В 1967 году завод победил в социалистическом соревновании в честь 100-летия со дня рождения В. И. Ленина, а производственные показатели восьмого пятилетнего плана (1966 - 1970 гг.) он выполнил досрочно, к 5 ноября 1970 года.
В целом, в советское время завод входил в число ведущих предприятий города.